# Мордухай-Болтовские
Мордуха́й-Болтовски́е — один из старинных русских дворянских родов.

## Происхождение
Фамилия состоит из двух частей — Мордухай или Мордехай и Болтовской.

## Известные представители
Род дал немало известных лиц:
- Пётр Васильевич Мордухай-Болтовской (1806—1853)
  - Мордухай-Болтовский, Василий Петрович (1841—1915) — сенатор, автор ряда работ по проблемам правовой науки.
  - Мордухай-Болтовской, Дмитрий Петрович (1842—1911) — инженер путей сообщения, действительный статский советник.
    - Мордухай-Болтовский, Иван Дмитриевич (1874—1934) — юрист, автор ряда работ по проблемам правовой науки.
    - Мордухай-Болтовской, Дмитрий Дмитриевич (1876—1952) — выдающийся русский математик, методист, психолог и философ.
      - Мордухай-Болтовской, Филарет Дмитриевич (1910—1978) — гидробиолог, зоолог, один из основоположников гидробиологической школы СССР.
      - Мордухай-Болтовской, Степан Дмитриевич (исп. Esteban Boltovskoy; 1912—1997) — аргентинский гидробиолог.

    - Мордухай-Болтовской, Владимир Дмитриевич (1884—?) — строитель, с 1932 года — начальник строительного отдела, главный инженер Горного управления по капитальному строительству (1934) государственного треста «Дальстрой».

- Болтовский Иван Михайлович (02.08.1913 года — 13.09.1991) — заслуженный строитель РСФСР, начальник Главного управления капитального строительства Мосгорисполкома, лауреат премии Совета Министров СССР, кандидат в члены МГК КПСС, депутат исполкома Моссовета. Был награжден орденами Дружбы Народов, Октябрьской революции, Отечественной войны I степени, Красной Звезды, Трудового Красного Знамени и 16 медалями
- Болтовский Иван Михайлович (02.06.1948 г.р.) — кандидат философских наук, журналист, политик, член ЦК КПСС.

## Галерея

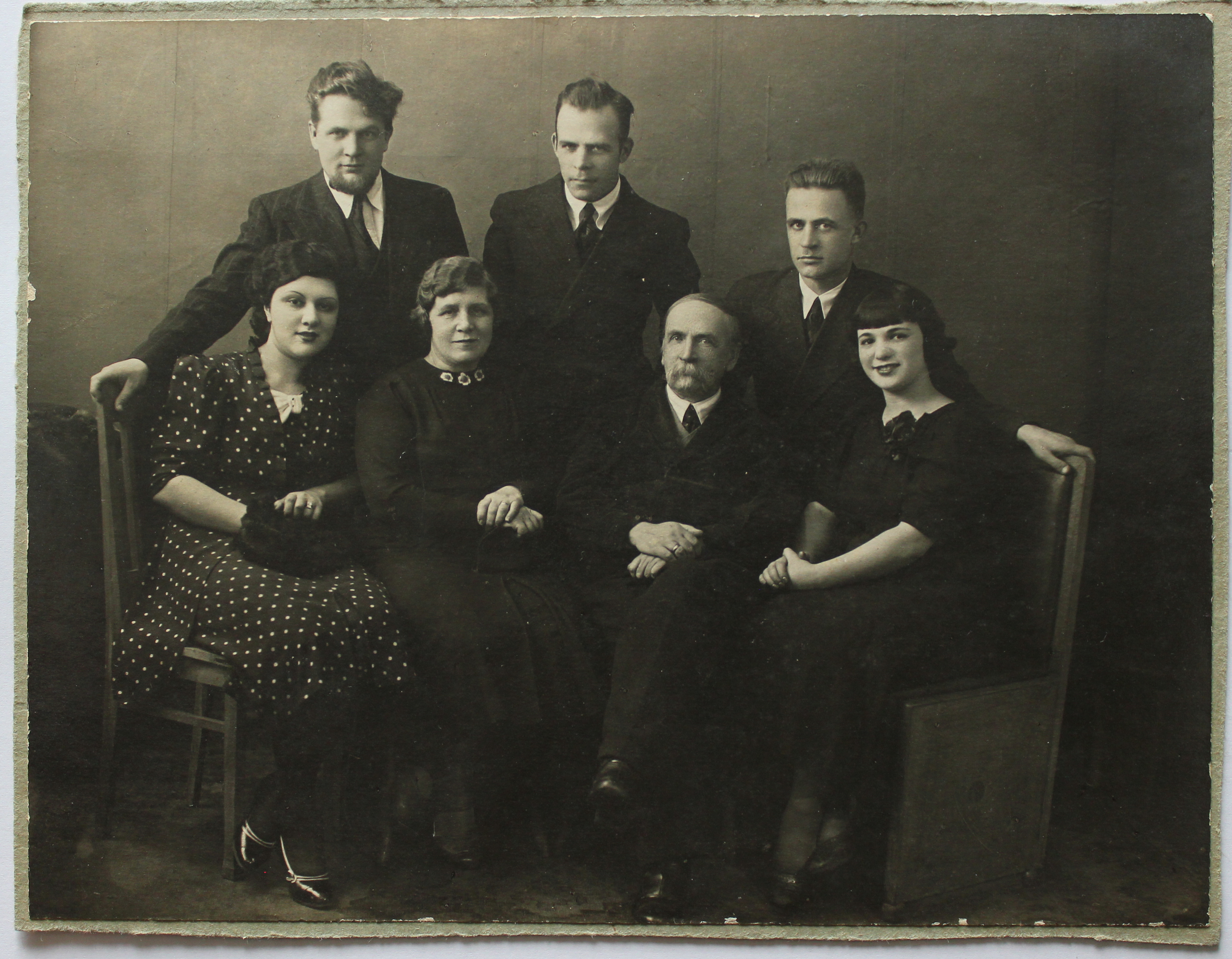
Мордухай-Болтовские
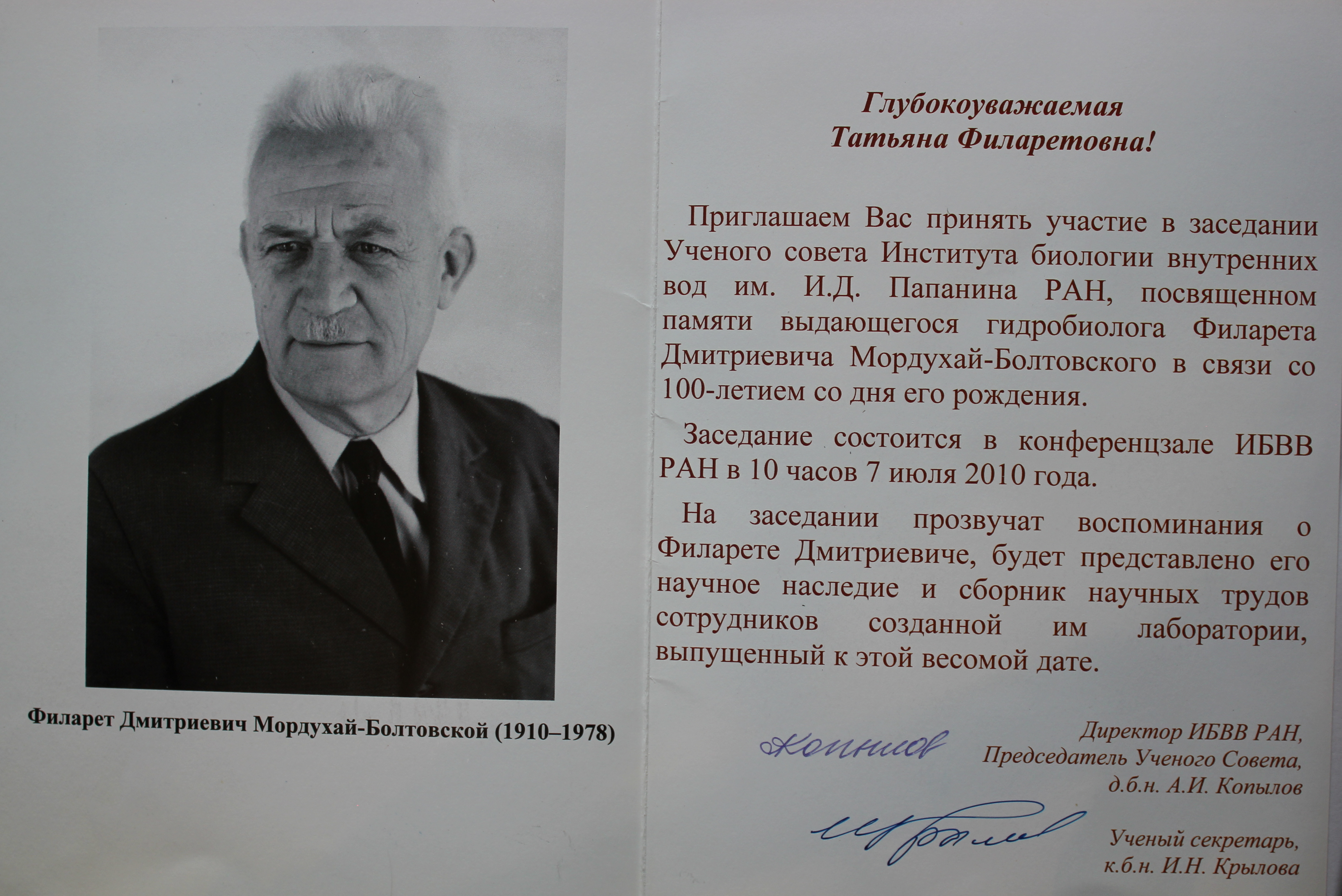
Мордухай-Болтовской Филарет Дмитриевич
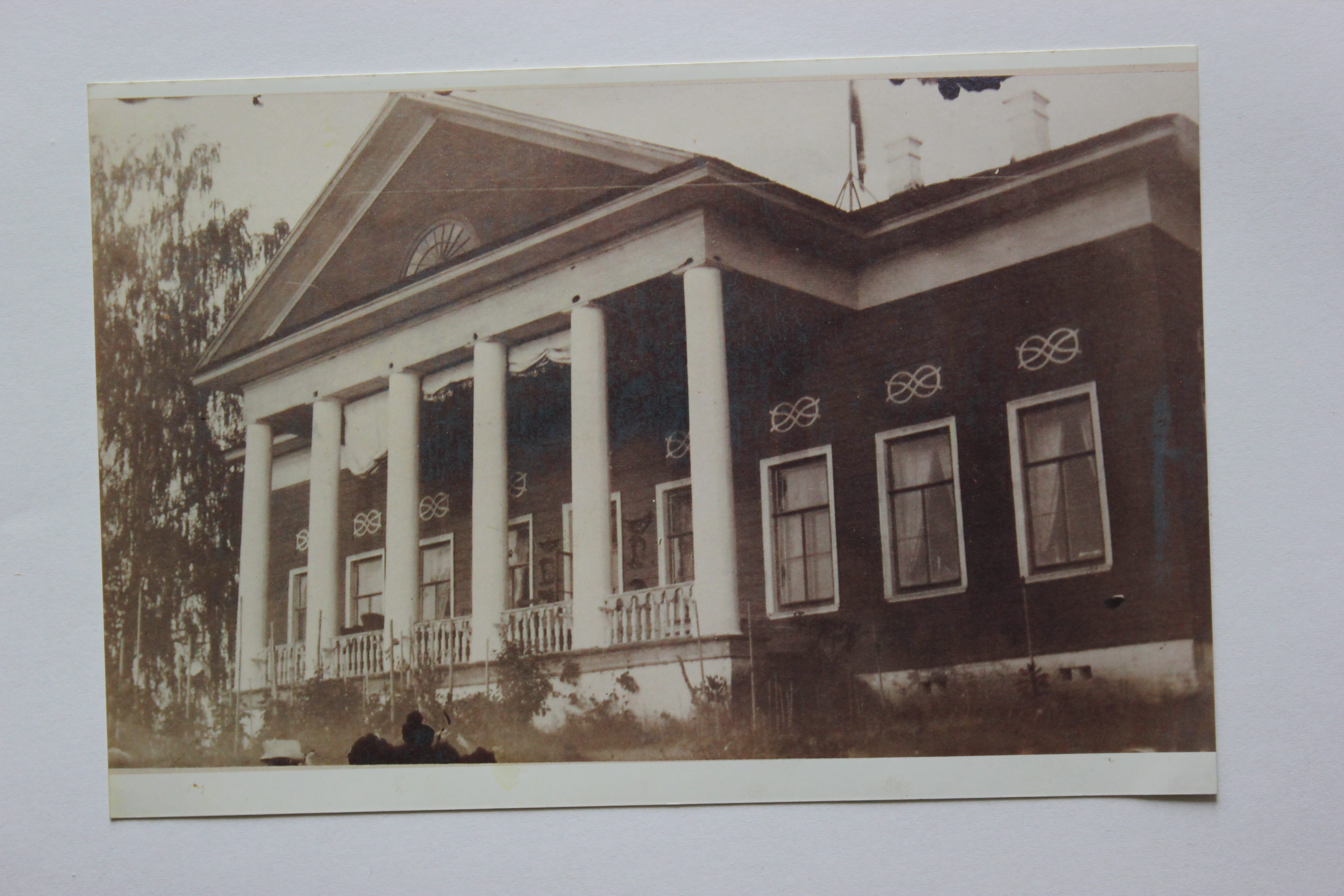
Имение
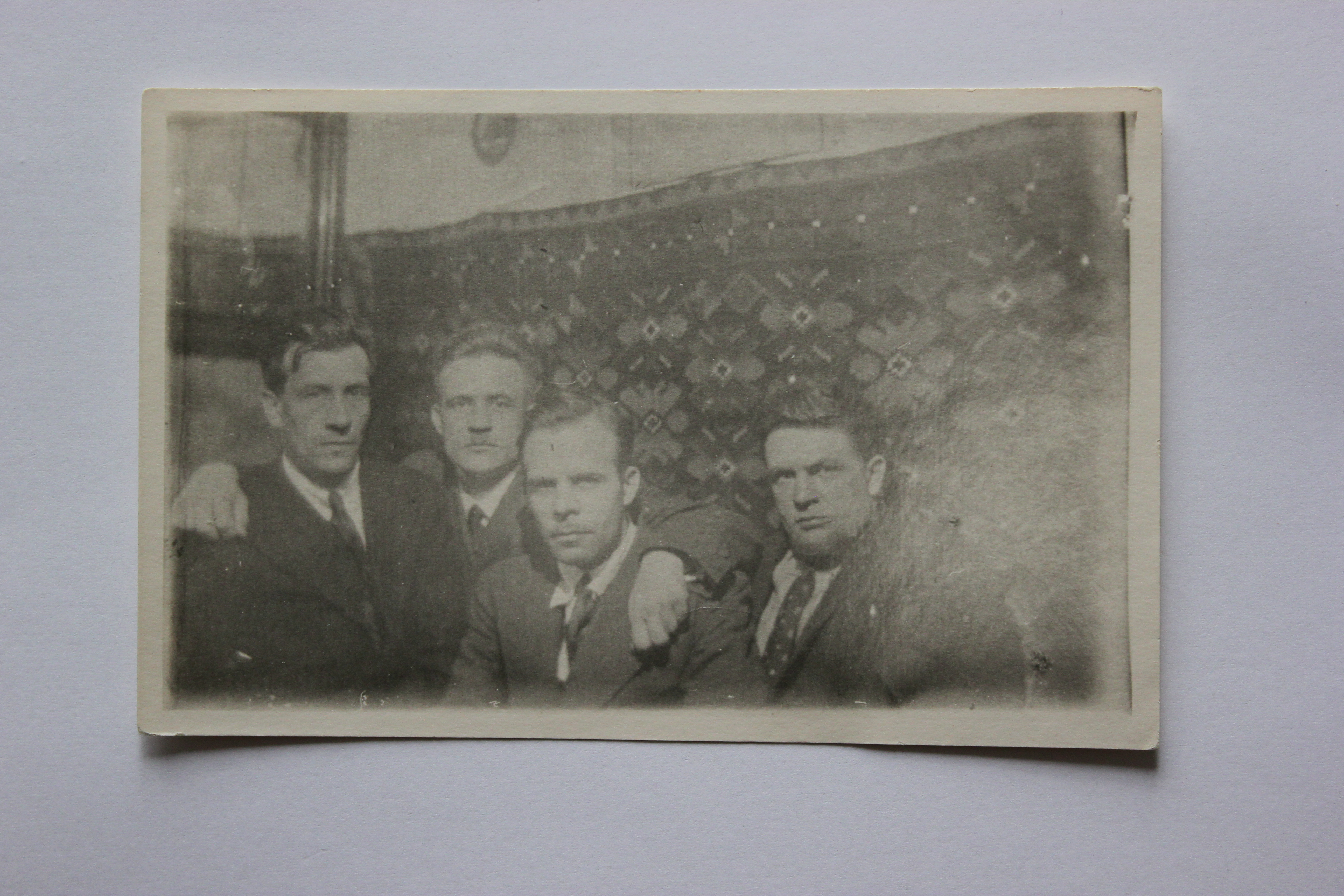
Мордухай-Болтовской Ф. Д.
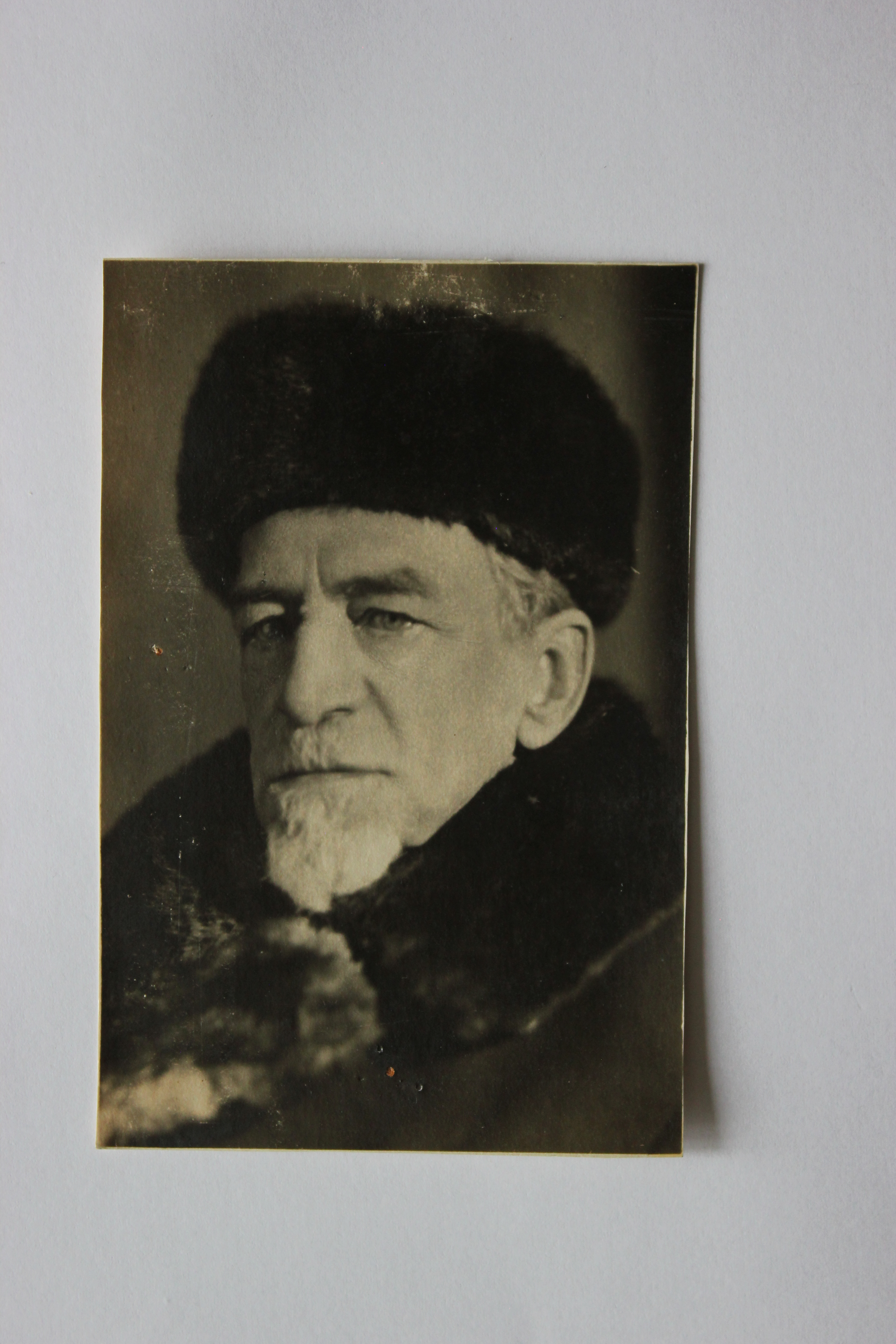
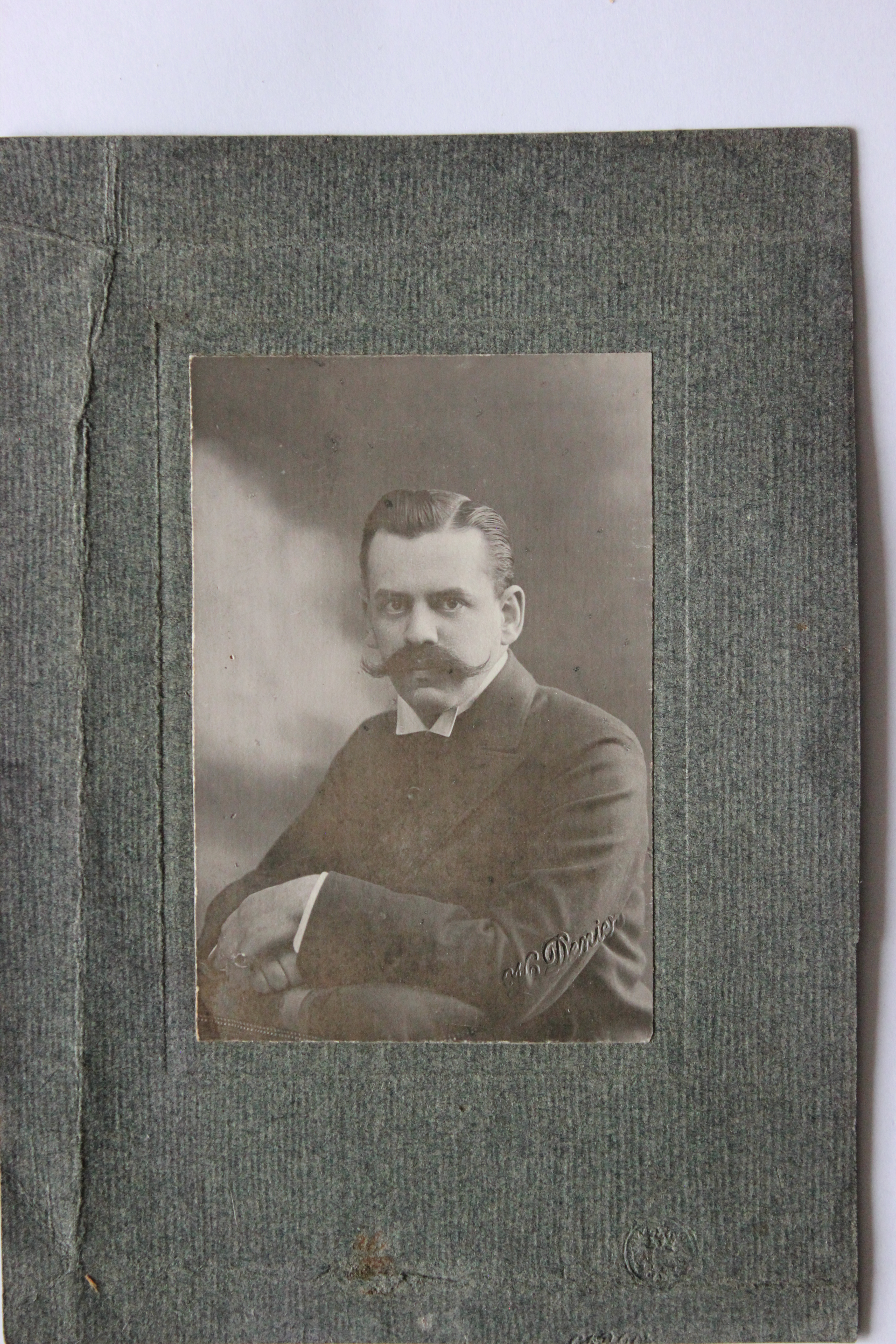
Мордухай Болтовской Д. Д.
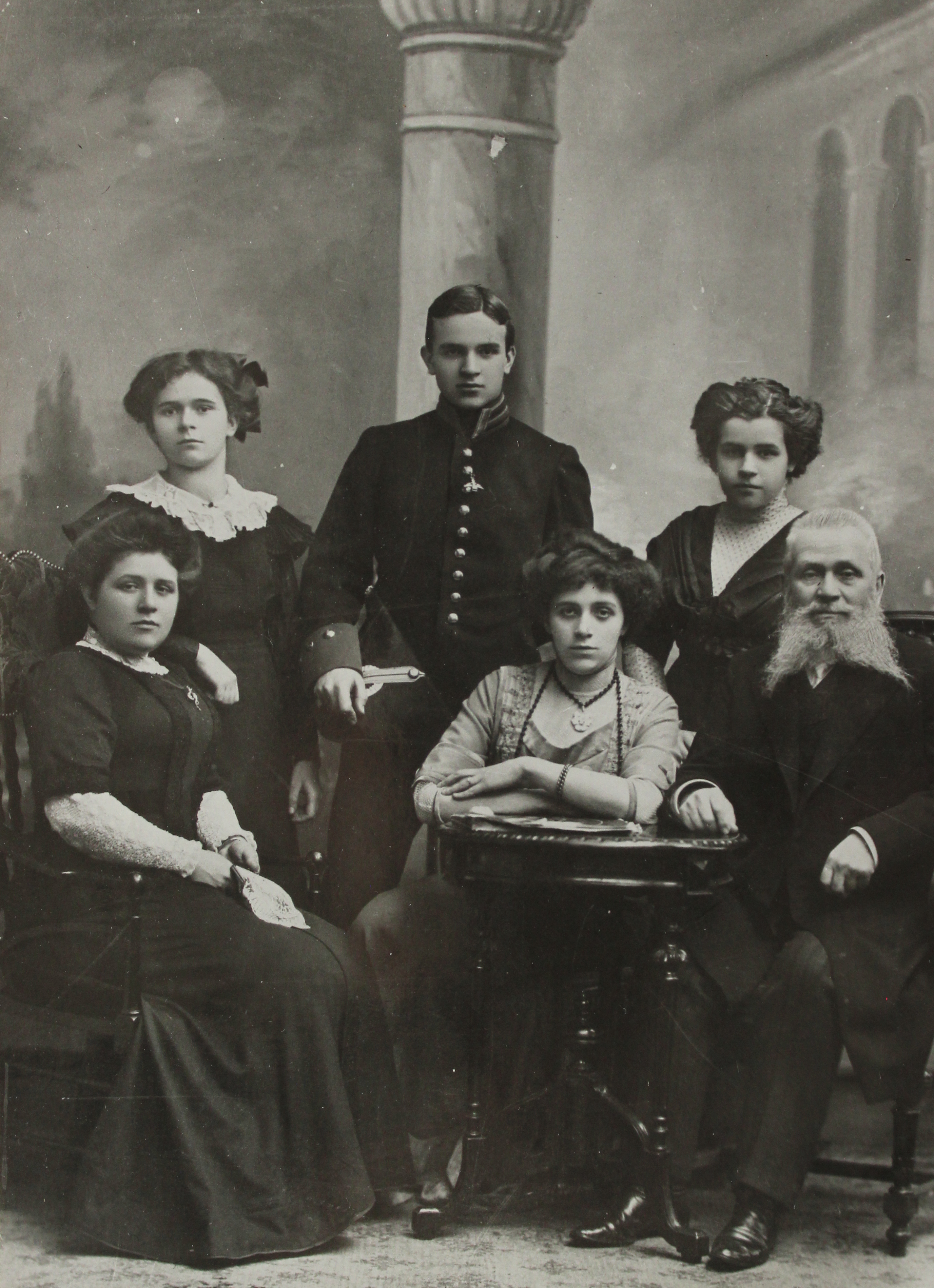
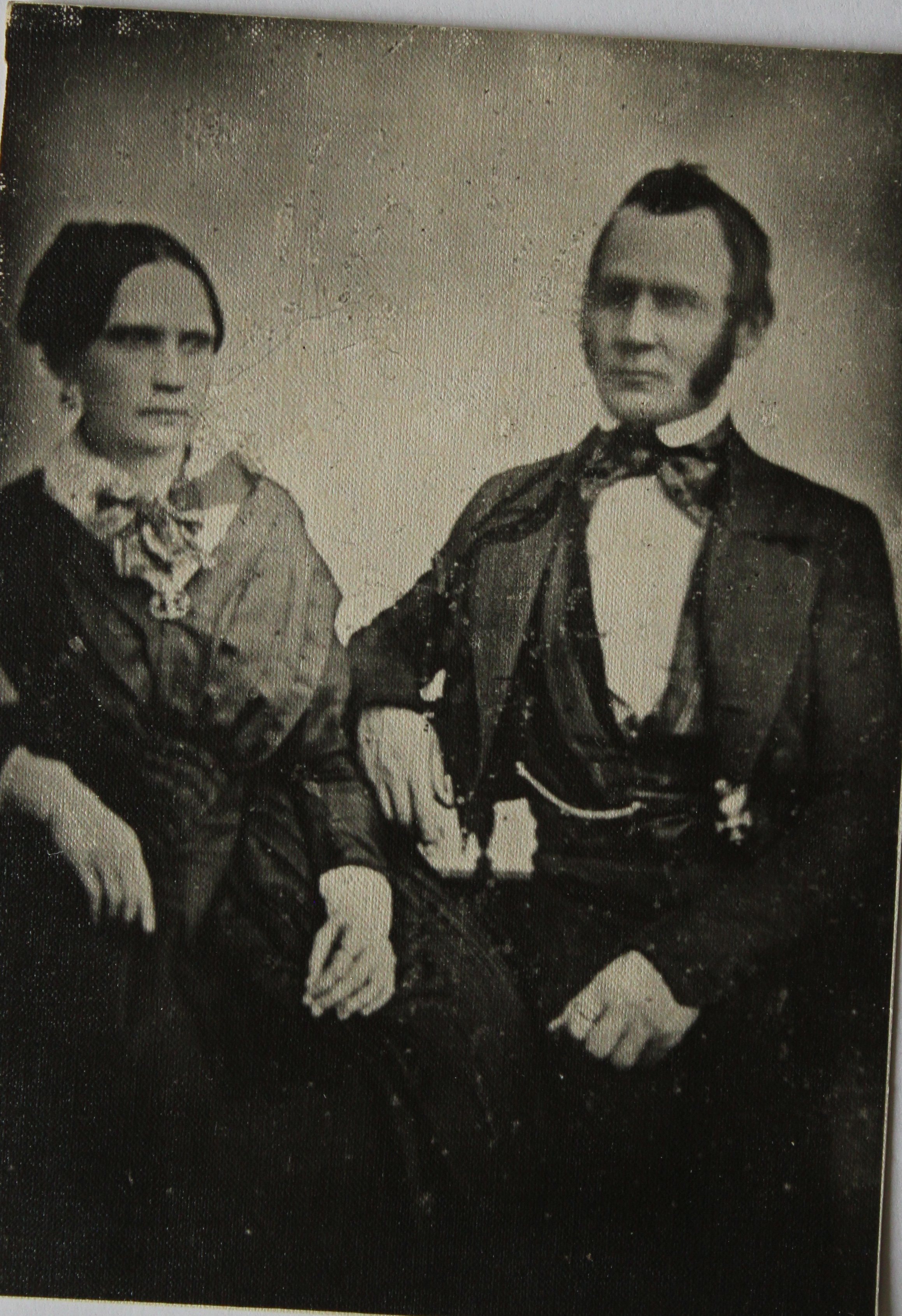
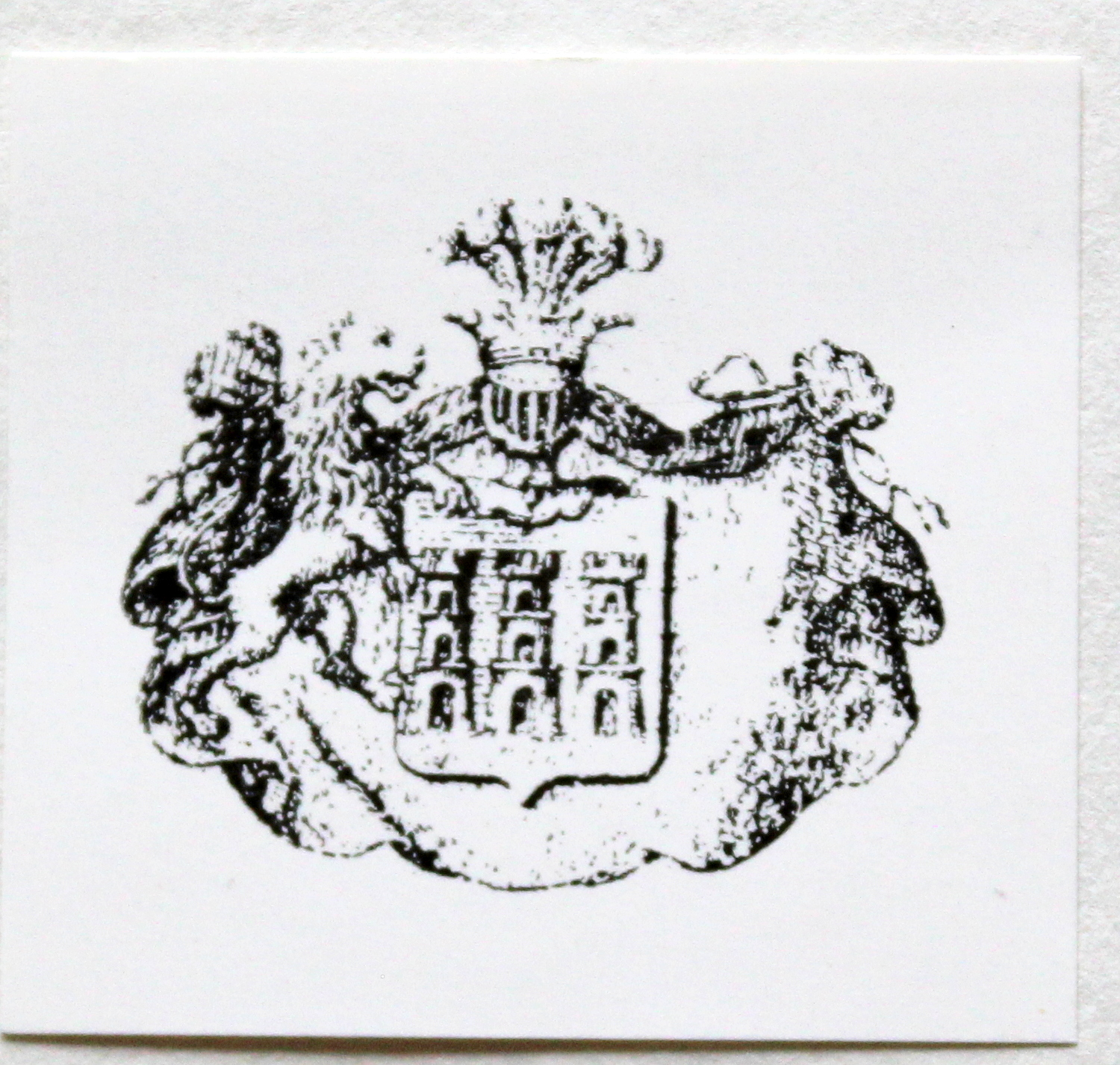